# 342 Endymion
A 342 Endymion (ideiglenes jelöléssel 1892 K) a Naprendszer kisbolygóövében található aszteroida. Maximilian Franz Joseph Cornelius Wolf fedezte fel 1892. október 17-én.